# 애울토성
애울토성은 서울특별시 양천구 신정3동 계남공원 일대에 남아있는 토성으로, 고개 하나를 사이에 두고 신기토성과 마주보고 있다. 일대에서 청동기 시대부터 사람이 살았던 흔적이 발견되었다.